# Flap Gurney

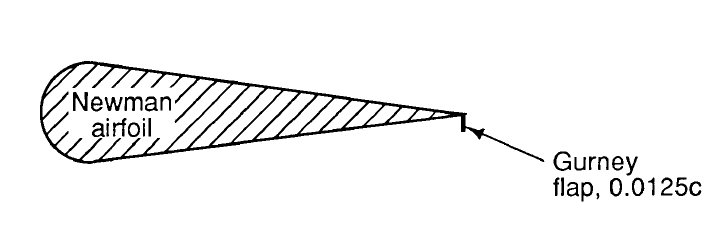
Un flap Gurney installé sur l'extrados et le long du bord de fuite d'un profil Newman (voir Note technique no 4071 de la Nasa).

Le flap Gurney (en anglais Gurney Flap ou wicker bill spoiler) est une petite réglette installée le long du bord de fuite d'une aile (ou un aileron). Elle est typiquement installée à angle droit du gradient de pression sur le profil aérodynamique et mesure 1 à 2 % de la longueur de la corde. Cet appendice aérodynamique permet d'améliorer la performance d'un profil simple à un niveau équivalent à celui d'un profil hautes performances au design plus complexe.
Le principe de fonctionnement du flap consiste à augmenter la pression sur l'intrados et à la diminuer sur l'extrados, et à aider la couche limite à rester collée à l'extrados depuis le bord d'attaque jusqu'au bord de fuite.
Les flaps Gurney sont généralement rencontrés en course automobile, ou sur les plans horizontaux des hélicoptères, ou sur les avions qui nécessitent une grand portance, comme ceux de la publicité aérienne.
Le nom du flap Gurney vient du nom de son inventeur, le pilote de course américain Dan Gurney,.

## Histoire

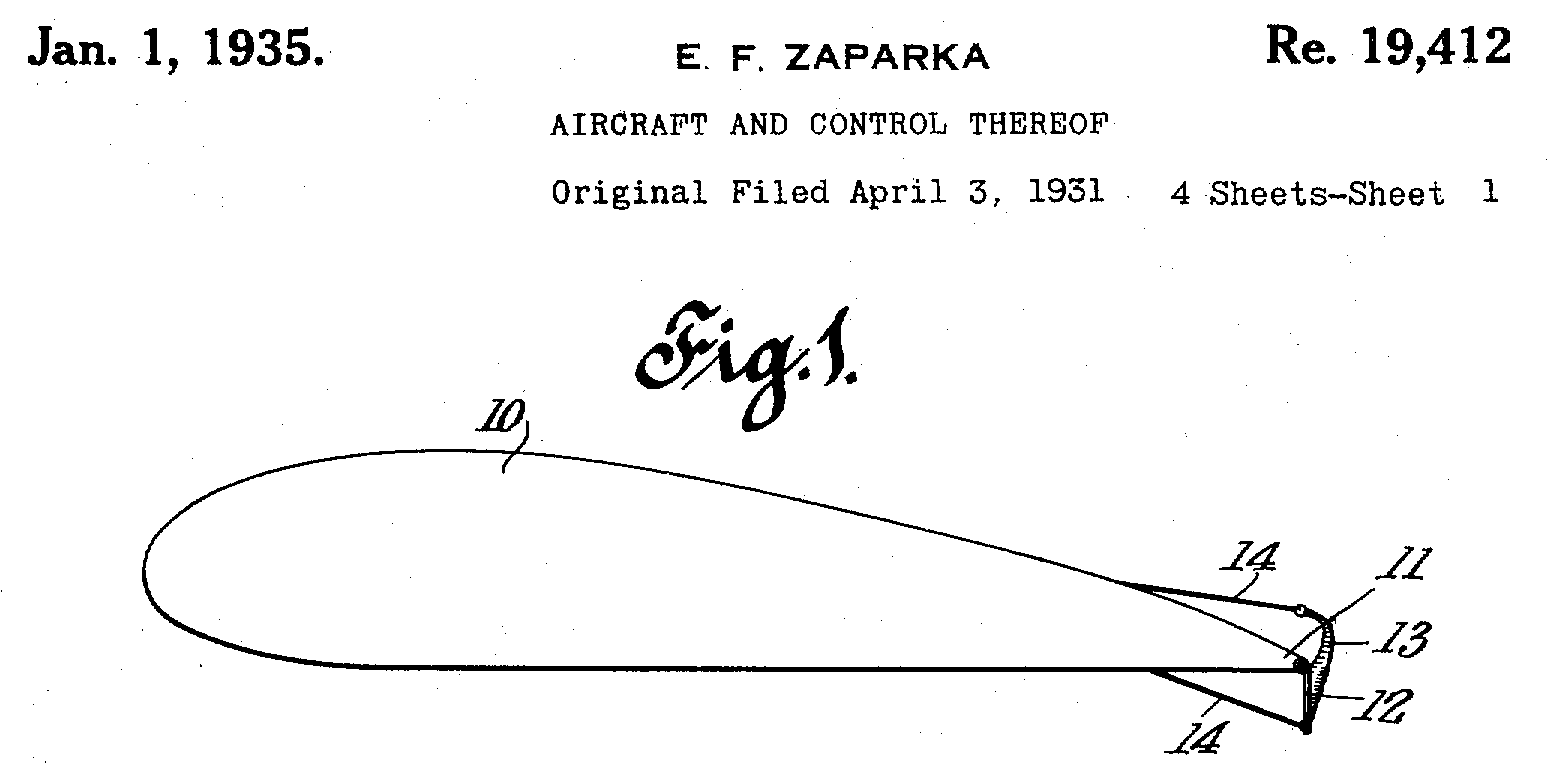
Profil à portance variable, fig. 1 du brevet déposé par E.F. Zaparka en 1935. C'est un microflap amovible, similaire au flap de Gurney, qui lui est fixe.

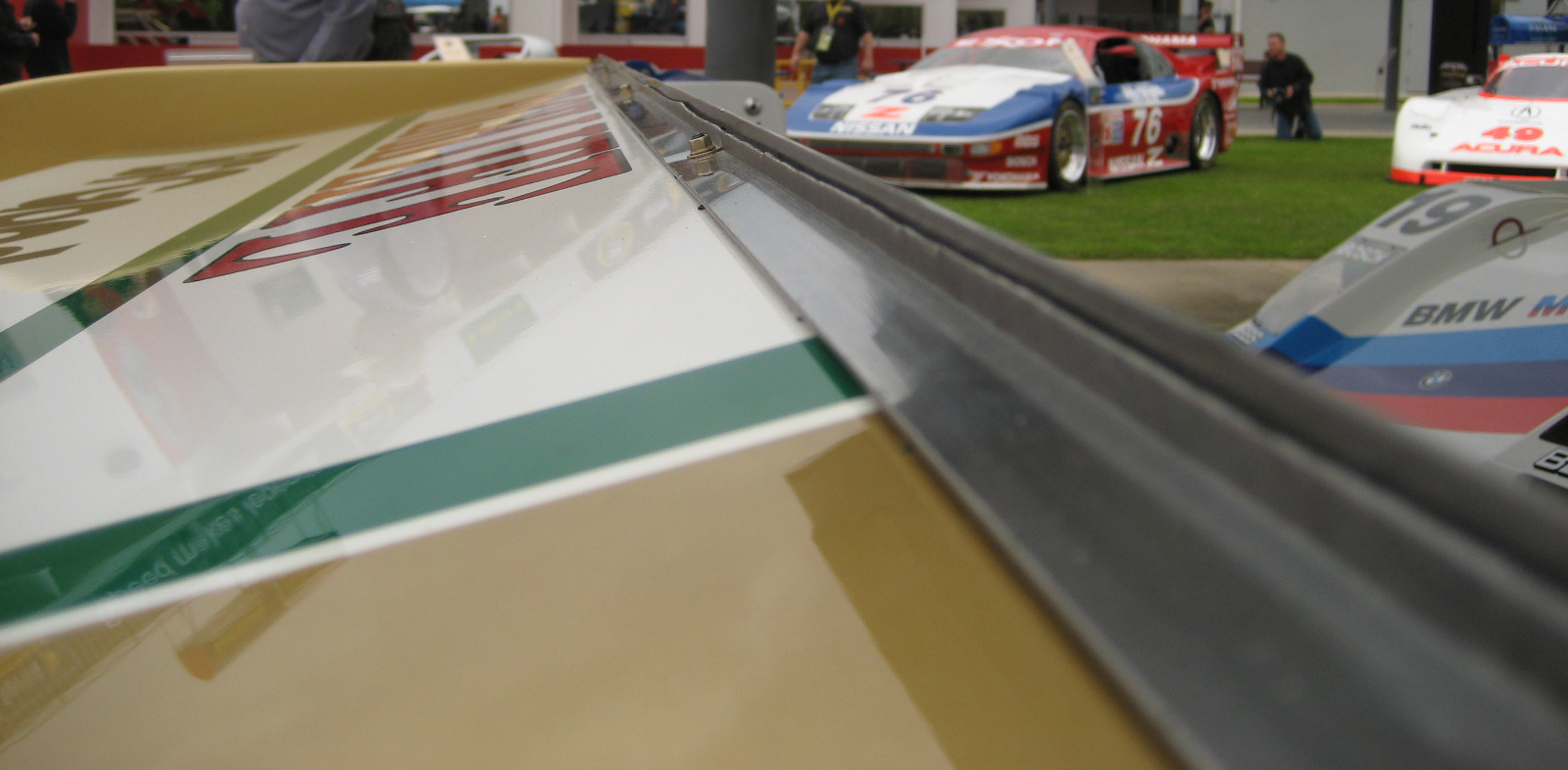
Un flap de Gurney installé sur le bord de fuite d'un aileron arrière d'une Porsche 962.

Les premières expérimentations du flap ont eu lieu au début des années 1970 et elles furent réalisées par le pilote automobile Dan Gurney (qui a été mis au défi de le faire par son compatriote le pilote américain Bobby Unser), sous la forme d'une cornière métallique rigidement fixée en haut du bord de fuite des ailerons arrière de ses monoplaces. Cet équipement a été installé pointant vers le haut pour augmenter la déportance générée par l'aileron ce qui améliore la traction. Les tests du dispositif ont permis de constater qu'il apportait un gain de vitesse appréciable, tant dans les lignes droites que dans les virages.
La première application du flap date de 1971. À cette époque, Gurney avait pris sa retraite en tant que pilote et dirigeait sa propre écurie de course, All American Racers. Pendant les séances d'essais sur le circuit Phoenix International Raceway, son pilote Bobby Unser s'est plaint des performances de sa monoplace. Pour redonner confiance à son pilote avant la course, Gurney se rappela des expérimentations réalisées dans les années 1950 par certaines écuries automobiles sur des spoilers fixés à l'arrière des carrosseries pour neutraliser la portance qui soulevait les voitures (à ce stade des développements les ailerons n'étaient pas vus comme des dispositifs pour améliorer la performance, mais des dispositifs pour neutraliser l'action déstabilisatrice et potentiellement dangereuse de la portance aérodynamique). Gurney décida d'ajouter un spoiler au bord de fuite de l'aileron arrière. Le flap fut fabriqué et installé en moins d'une heure, mais il n'y eut aucune amélioration des temps au tour pendant les essais qui suivirent. Unser et Gurney en discutèrent ensemble et ce dernier réalisa que la voiture était déséquilibrée et subissait un gros sous-virage en raison d'un manque d'appui sur l'avant. Le problème fut vite corrigé en en ajoutant de l'appui à l'avant.
Unser réalisa immédiatement la valeur de la nouveauté et voulut la cacher à la concurrence, y compris son frère Al. Pour ne pas attirer l'attention sur son innovation, Gurney prit la décision de tout laisser à la vue de tous. Pour dissimuler ses véritables intentions, Gurney répondit à la curiosité de ses concurrents que la modification apportée au bord de fuite était destinée à prévenir les blessures des mécaniciens aux mains lorsqu'ils poussent la voiture à la main. Certains de ces concurrents ont copié le concept, alors que d'autres ont même tenté de l'améliorer en pointant la réglette vers le bas, ce qui a bien sûr nui à la performance.
Gurney a pu utiliser son dispositif en compétition pendant de nombreuses années avant que son rôle exact soit découvert. Plus tard, il partagea ses idées avec l'aérodynamicien et concepteur d'ailes Bob Liebeck (qui travaillait à l'époque chez Douglas Aircraft Company). Liebeck réalisa des tests sur le nouveau dispositif, qu'il appela plus tard le « flap de Gurney », et confirma les résultats empiriques de Gurney d'un flap mesurant 1,25 % de la corde d'un profil d'aile symétrique Newman. Il dévoila l'innovation de Gurney dans un article publié en 1976 dans la revue scientifique AIAA Papers et intitulé « On the design of subsonic airfoils for high lift » (en français : « Sur la conception de profils subsoniques à portance élevée »). Le flap de Gurney est le premier développement aérodynamique issu de la compétition automobile qui a été adopté ensuite par l'industrie aéronautique.
Gurney a cédé ses droits de brevet à Douglas Aircraft, mais le dispositif n'était pas brevetable, car il était substantiellement similaire au microflap mobile breveté par E.F. Zaparka en 1931, dix jours avant la naissance de Gurney,. Gruschwitz et Schrenk ont aussi étudié des dispositifs similaires, présentés à Berlin en 1932.

## Théorie
Le Flap de Gurney permet d'augmenter le coefficient de portance (CL,max), de diminuer l'angle d'attaque en cas de portance nulle (α0) et d'augmenter le moment de piqué (CM), ce qui est cohérent avec l'augmentation de la cambrure du profil. Il a aussi pour effet d'augmenter généralement le coefficient de traînée (Cd), spécialement à des faibles angles d'attaques, bien qu'il ait été reporté une diminution de la traînée pour des profils épais. Une nette amélioration générale de la finesse est possible si le flap est convenablement dimensionné en fonction de l'épaisseur de la couche limite.
Le flap de Gurney augmente la portance en altérant le condition de Kutta au niveau du bord de fuite,. Le sillage derrière le flap est un couple de tourbillons contrarotatifs qui sont alternativement déposés dans une allée de tourbillons de Karman. En plus de ces tourbillons générés le long du bord de fuite derrière le flap, des tourbillons générés à l'avant du flap deviennent de plus en plus importants aux angles d'attaque élevés.
L'augmentation de la portance sur l'intrados à l'avant du flap signifie que l'effet de succion de l'extrados peut être réduit tout en produisant la même portance globale.

## Application sur les hélicoptères

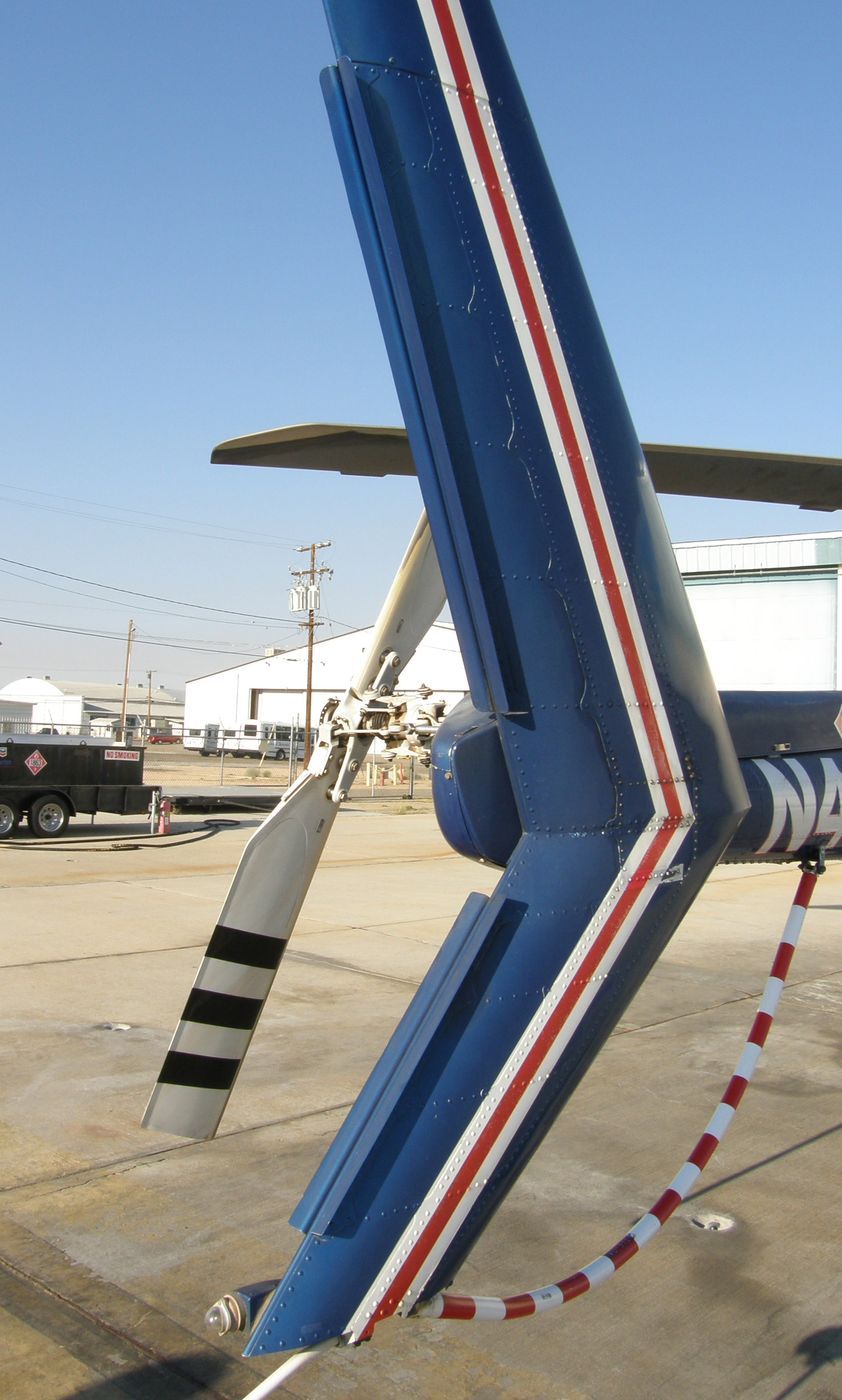
Double flaps Gurney sur un hélicoptère Bell 222U.

Les flaps Gurney sont largement employés sur les stabilisateurs horizontaux des hélicoptères, car ceux-ci doivent fonctionner sur un très large domaine d'angles d'attaque, positifs et négatifs. Dans le cas d'une ascension rapide, l'incidence du stabilisateur horizontal peut aller jusqu'à -25°, et en situation d'autorotation, elle peut atteindre +15°. Cela explique pourquoi les flaps Gurney sont présents sous une forme ou une autre sur au moins la moitié des hélicoptères modernes construits en Occident.
Le flap Gurney a été utilisé pour la première fois sur la variante B du Sikorsky S-76 (le S-76B), lorsque les tests en vol ont révélé que le stabilisateur horizontal hérité du S-76 d'origine ne fournissait pas une portance suffisante. Les ingénieurs ont ajouté un flap Gurney au profil inversé NACA 2412 pour résoudre le problème, sans redessiner complètement le stabilisateur. Un flap Gurney a aussi été installé sur le Bell 206 JetRanger pour corriger un problème d'angle d'incidence sur les stabilisateurs horizontaux, impossible à corriger directement,.
L'Eurocopter AS355 TwinStar utilise un double système de flaps Gurney, fixés sur les deux faces de la dérive. Il permet de corriger un problème d'inversion de portance au niveau des sections les plus épaisses du profil en condition de faible angle d'attaque. Ce système permet de faciliter la transition entre le vol stationnaire et le vol horizontal.

## Application sur les automobiles
Du fait de ses éléments structurels combinés créant des appuis aérodynamiques excessifs, la Dallara Stradale est équipée de flaps Gurney inversés, qui aident à maintenir son équilibre général.